# Potatisbullar

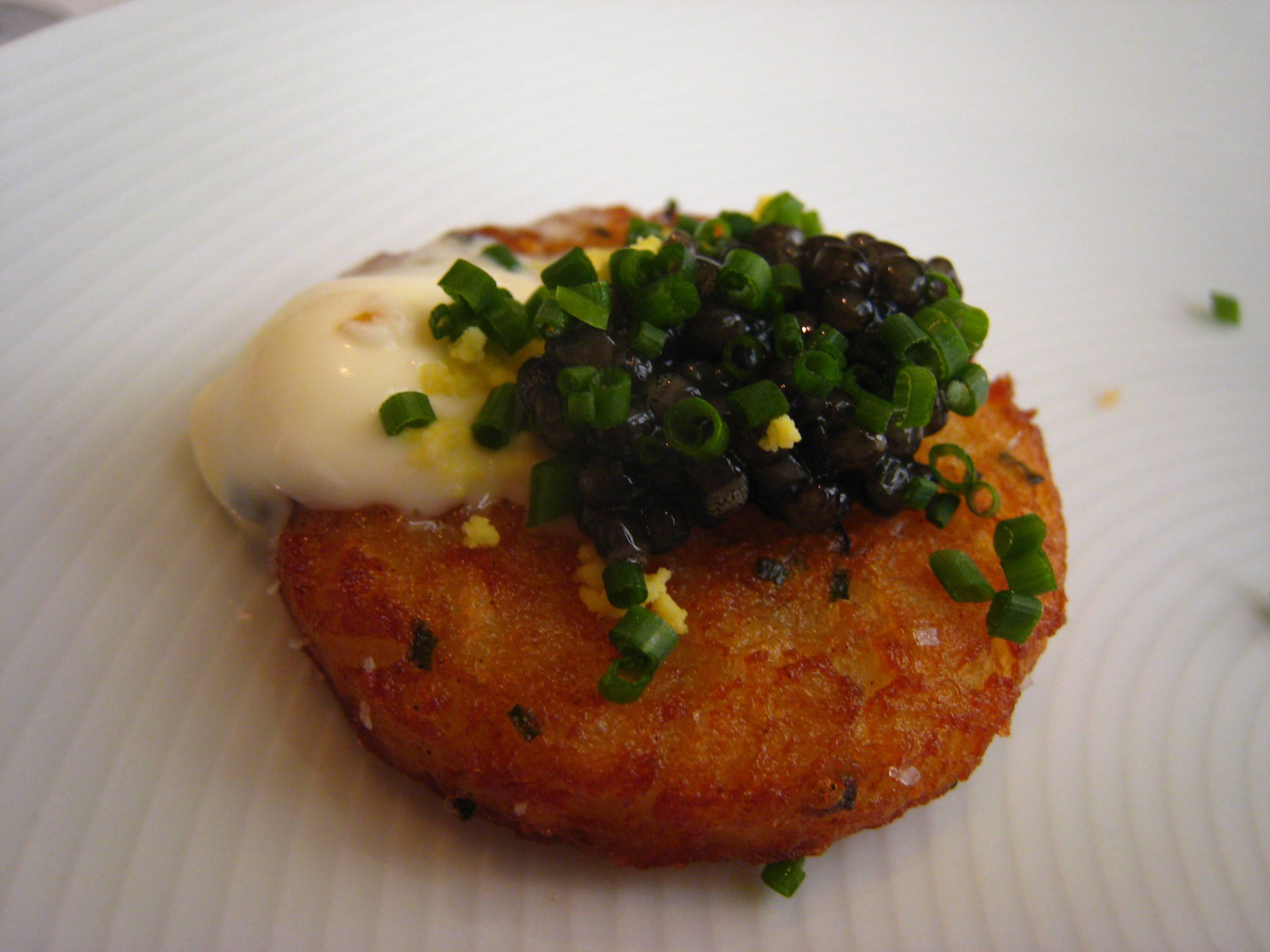
Potatisbullar kan serveras med annat än sylt och bacon.

Potatisbullar (potatisbulle i singular) är en maträtt som tillverkas genom att potatismos och ägg vänds i ströbröd, formas till runda bollar, plattas till något och steks eller gräddas i panna. Lokala avvikelser kan förekomma.
Potatisbulle är belagt i svenska språket sedan 1841. Då var det en stekt bulle av riven eller mosad kokt potatis blandad med ägg, grädde, socker och salt. Tore Wretmans recept på potatisbullar innehåller kokt potatis, smör, ägg, vetemjöl, skorpmjöl, salt och eventuellt lite riven muskot.
Man kan även köpa färdiglagade (helfabrikat) från frysdisken. Köpta potatisbullar kan innehålla potatis, rapsolja, potatispulver, salt, druvsocker och svartpepparextrakt.
Sedan 1970-talet är potatisbullar med sylt vanlig skolmat i Sverige, sedan 2010-talet även som fryst krisförrådsmat.
I Sverige serveras potatisbullar ofta med stekt fläsk eller bacon, lingonsylt och råkostsallad, men kan även serveras med till exempel löjrom och lax.